# Abd-al-Aziz ibn al-Hajjaj ibn Abd-al-Màlik
Abd-al-Aziz ibn al-Hajjaj ibn Abd-al-Màlik (en àrab ʿAbd al-ʿAzīz b. al-Ḥajjāj b. ʿAbd al-Malik) (? - 744), fou un general omeia, cosí del califa Yazid III.
En el regnat d'Al-Walid II, va ajudar a Yazid, que s'havia revoltat, a aixecar forces contra el califa; van reunir soldats a Damasc i Abd al-Aziz va marxar contra Al-Walid. Abbàs, germà de Yazid, estava en el bàndol del califa, però fou sorprès i va haver de fer homenatge a Yazid; poc després el general va conquerir el castell de Bakhra on s'havia retirat Al-Walid, al que va agafar i va fer matar (744). Yazid fou llavors proclamat califa.
La ciutat d'Homs es va oposar al nou califa i les forces locals van marxar a Damasc. Yazid va enviar contra aquestes forces dos grups armats, que van entretenir a la gent d'Homs i mentre estaven ocupats Abd al-Aziz amb totes les seves forces els va atacar i els va derrotar.
Poc després va morir Yazid després de designar al seu germà Ibrahim ibn al-Walid com a hereu i a Abd al-Aziz com a segon hereu. Però Homs va refusar altre cop reconèixer Ibrahim, que d'altra banda no era reconegut a gaires llocs més que a la capital. Ibrahim va ordenar a Abd al-Aziz d'anar a assetjar Homs, el que aquest va fer, però es va retirar quan van arribar a la rodalia de la ciutat les forces dirigides per Marwan ibn Muhàmmad, governador d'Armènia i Azerbaidjan. Homs va obrir les portes a Muhammad.
Les forces d'Ibrahim foren derrotades el novembre del 744 a Ayn al-Djarr, i Muhàmmad ibn Marwan va entrar a Damasc i es va fer proclamar califa. Només entrar a la ciutat, els lliberts d'Al-Walid II van matar Abd al-Aziz.